# Atsushi Miyauchi
Atsushi Miyauchi (宮内 敦士 Miyauchi Atsushi, 8 de julio de 1969, Prefectura de Saitama) es un seiyū japonés. Ha participado en series como Higashi no Eden, Ghost in the Shell, Kekkaishi y Mobile Suit Gundam Unicorn, entre otras. Está afiliado a Miki Production.

## Roles interpretados

### Series de Anime
2006
- Kekkaishi como Masamori Sumimura y el Narrador.

2007
- Darker than Black como Richard Lau (ep 9).

2008
- Yakushiji Ryōko no Kaiki Jikenbo como Mishiba (eps 10, 12-13).

2009
- Battle Spirits: Shōnen Gekiha Dan como Leon.
- Higashi no Eden como Daiju Mononobe.

2010
- SD Gundam Sangokuden Brave Battle Warriors como Lu Bu Tallgeese.
- Senkō no Night Raid como Kuse (eps 3, 6).

2011
- Nurarihyon no Mago: Sennen Makyō como Akagappa.

2012
- Code:Breaker como Abe (eps 4-5).
- Eureka Seven: AO como Soga (eps 21, 23).

2014
- Yu-Gi-Oh! Arc-V como Ishijima.

2015
- Ghost in the Shell: Arise - Alternative Architecture como Mamuro (ep 3-4).
- Kindaichi Shōnen no Jikenbo R como Manabu Matsushimada (eps 38-41).

2016
- Akagami no Shirayuki-hime 2 como el Rey de Tanbarun (ep 17-18).
- Mobile Suit Gundam Unicorn RE: 0096 como Norm Basilicok.

### OVAs
2010
- Mobile Suit Gundam Unicorn como Norm Basilicok.

2012
- Hanayaka Nari, Waga Ichizoku Tadashi Miyanomori.

2013
- Ghost in the Shell: Arise como Mamuro (ep 1).

### Películas
2009
- Eden of the East: The King of Eden como Daiju Mononobe.

2010
- Chō Denei-ban SD Gundam Sangokuden Brave Battle Warriors como Lu Bu Tallgeese.
- Eden of the East: Paradise Lost como Daiju Mononobe.

2015
- Ghost in the Shell: The New Movie como Richard Wong.

### Drama CD
- Hanayaka nari, waga ichizoku como Miyanomori Tadashi.

### Drama Histórico (Taiga Dorama)
- Yae no Sakura como Miyabe Teizō.

### Videojuegos
- Dynasty Warriors 8 como Yu Jin.
- Dynasty Warriors 8: Xtreme Legends como Yu Jin.
- Guardian's Violation como Fanfare.
- Ni no Kuni como Zerugasu.
- Shin Megami Tensei IV: Final como Odín.

### Doblaje
- Simbad: La leyenda de los siete mares como Proteo.
- The Avengers como Hulk.